# Le Prince et la Danseuse
Pour plus de détails, voir Fiche technique et Distribution.
Le Prince et la Danseuse (The Prince and the Showgirl) est un film britannique de Laurence Olivier sorti en 1957.

## Résumé
Londres en juin 1911. George V sera couronné roi le 22 juin et les personnalités arrivent du monde entier. Parmi elles, le futur roi Nicolas de Carpathie et le régent, son père, le Grand-Duc Charles, un beau veuf. Des diplomates britanniques discutent de ce petit royaume pourtant au centre de nombreuses discussions sur l'avenir de l'Europe en cette période de tensions : va-t-il se rallier aux pays de l'ouest de l'Europe comme le Royaume-Uni et la France ou plutôt rejoindre l'alliance autour de l'empereur Guillaume II ? Il faut choyer leur séjour à Londres et ainsi le diplomate Northbrook est détaché à leur service.
Charles, très à cheval sur le protocole et le respect qui lui est dû, va assister à une représentation d'un spectacle de cabaret, The coconut girl. Il se fait présenter la troupe, dont fait partie la danseuse Elsie Marina. Quelques instants plus tard, celle-ci reçoit une invitation du Grand-Duc pour un souper. Elle se prépare, se réjouissant d'y rencontrer plein de monde.
Arrivée à l'ambassade carpathe, elle comprend qu'elle sera en tête-à-tête avec Charles, ce dont elle n'a pas envie. Northbrook la persuade de rester. Au repas, Charles se comporte comme un conquérant méprisant et détaché et ne s'occupe que peu de sa convive : ce qui l'intéresse, c'est manifestement de la posséder, et rapidement. Il est cependant désarçonné par cette femme qui n'attend pas l'autorisation de lui adresser la parole, qui le remet en place et qui le vexe. Finalement, une brèche s'ouvre et ils s'embrassent. Elsie confie même être amoureuse mais va tout de même passer la nuit seule dans une chambre de l'ambassade.
Le lendemain, on peut saisir des tensions d'ordre politique entre Charles et son fils, roi dans dix-huit mois. La danseuse Elsie est toujours là, ce qui n'est pas pour réjouir Charles. En l'absence de ce dernier, Nicolas demande à Elsie de faire un numéro de téléphone : elle comprend ensuite une discussion en allemand au sujet d'une sorte de complot contre le régent mais promet de ne rien révéler. Un quiproquo permet à Elsie d'être invitée par la reine douairière, la belle-mère de Charles et grand-mère de Nicolas, à la cérémonie du couronnement ayant lieu le jour même. Pendant le trajet, Charles esquisse son premier sourire à l'intention d'Elsie et, à l'abbaye, ils s'échangent des regards à distance.
À l'ambassade après la cérémonie, alors qu'elle se prépare à rentrer chez elle, un second quiproquo l'amène à être invitée par Nicolas à une réception le soir même. Dans l'entre-temps, Charles a découvert que quelque chose se trame contre lui. À ce bal où elle danse avec Charles, Elsie semble également comploter avec le jeune roi. De retour à l'ambassade dans la nuit, elle sermonne Charles et lui indique qu'elle a réussi à raisonner Nicolas dans son désir de prendre le pouvoir plus rapidement que prévu. Charles est conscient de cet avantage politique soudain et est impressionné par l'action d'Elsie. Il se laisse séduire et ils passent la nuit ensemble.
La nuit et les évènements ont changé Charles qui se comporte différemment avec tout le monde : c'est l'amour qui parle. Ses obligations le rappellent néanmoins en Carpathie mais il a tout de même le temps d'ordonner l'établissement d'un passeport pour Elsie. Elle et Charles se disent au revoir, sans savoir si cela ne restera qu'une promesse...

## Fiche technique
- Titre original : The Prince and the Showgirl
- Réalisation : Laurence Olivier, assisté de Anthony Bushell
- Scénario : Terence Rattigan, d'après sa pièce The Sleeping Prince
- Photographie : Jack Cardiff, assisté de Denys Coop (cadreur)
- Musique : Richard Addinsell
- Direction artistique : Carmen Dillon
- Création des décors : Roger K. Furse
- Costumes : Beatrice Dawson
- Son : Ted Drake, Gordon McCallum, John Mitchell
- Montage : Jack Harris
- Producteur : Milton H. Greene producteur exécutif, Laurence Olivier et Marilyn Monroe producteur exécutif (non créditée)
- Production : Marilyn Monroe Productions
- Société de production et de distribution : Warner Bros.
- Pays de production : Royaume-Uni
- Genre : Comédie romantique
- Durée : 115 minutes
- Format : Couleurs (Technicolor) - Son : Mono (Western Electric Recording)
- Date de sortie :
  - États-Unis : 13 juin 1957
- Affiches : Bill Gold (États-Unis), Jean Mascii (France)

## Distribution

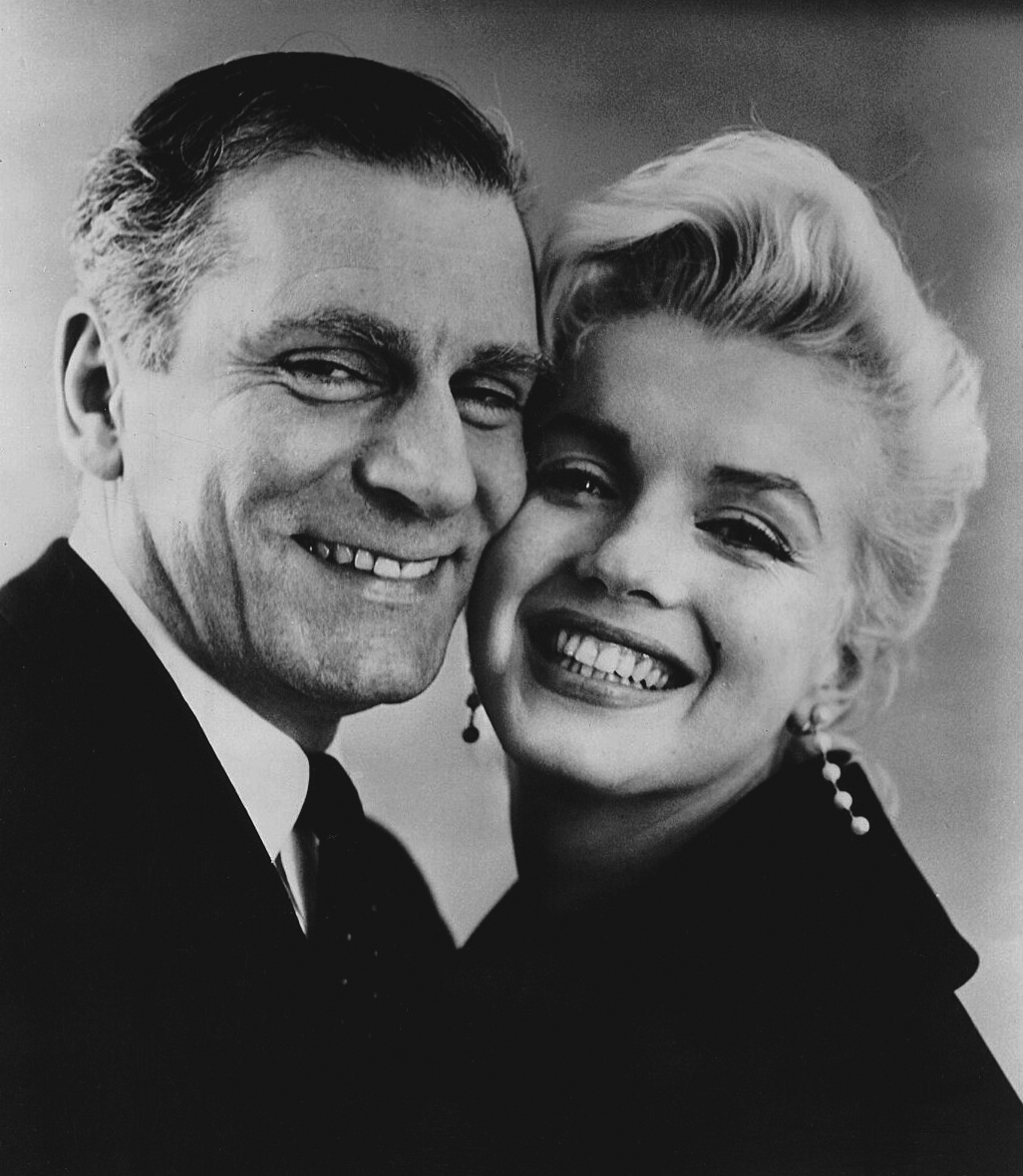
Laurence Olivier et Marilyn Monroe dans le film.

- Marilyn Monroe (VF : Claire Guibert) : Elsie Marina
- Laurence Olivier (VF : Jean Davy) : Charles, le Grand-Duc et régent
- Sybil Thorndike : La reine-mère
- Richard Wattis (VF : Jean-Henri Chambois) : Northbrook
- Jeremy Spenser : le roi Nicolas
- Esmond Knight (VF : René Blancard) : Hoffman
- Paul Hardwick : Major Domo
- Rosamund Greenwood : Maud
- Aubrey Dexter : l'ambassadeur
- Maxine Audley (VF : Nelly Benedetti) : Lady Sunningdale
- Harold Goodwin (VF : Michel François) : Tony, le coursier du Théâtre de l'Avenue
- Jean Kent (VF : Nadine Alari) : Maisie Springfield
- Daphne Anderson : Fanny
- Gillian Owen (VF : Rolande Forest) : Maggie
- Vera Day : Betty
- Margot Lister : Lottie
- Charles Victor (VF : Émile Duard) : le directeur du Théâtre de l'Avenue
- David Horne (VF : Richard Francœur) : le secrétaire des Affaires étrangères
- Gladys Henson : l'habilleuse
- Rosamund Greenwood : Maud

## Autour du film
- Le Prince et la Danseuse a gagné les récompenses suivantes :
  - National Board of Review 1957 (Association nationale des critiques américains) : meilleur second rôle féminin, Sybil Thorndike.
  - David di Donatello Awards 1958 (principal prix italien du cinéma) : meilleure actrice, Marilyn Monroe.
  - L'Étoile de Cristal 1958 (Académie française du cinéma) : meilleure actrice, Marilyn Monroe.

- Le Prince et la Danseuse a été nommé pour les récompenses suivantes mais ne les a pas gagnées : 
  - BAFTA 1958 : meilleur acteur, Laurence Olivier ; meilleur film britannique ; meilleur scénario britannique, Terence Rattigan; meilleur film tous types ; meilleure actrice étrangère, Marilyn Monroe.
  - Laurel Awards 1958 : meilleure actrice, Marilyn Monroe.
- Ce royaume fictif qu'est la Carpathie se trouve quelque part entre les Carpates orientales et les Carpates méridionales de l'actuelle Roumanie, aux confins de l'Autriche-Hongrie de cette époque qui précède la Première Guerre mondiale.
- Le titre original de la pièce, The Sleeping Prince, renvoie au titre anglais de La Belle au bois dormant de Charles Perrault : Sleeping Beauty.

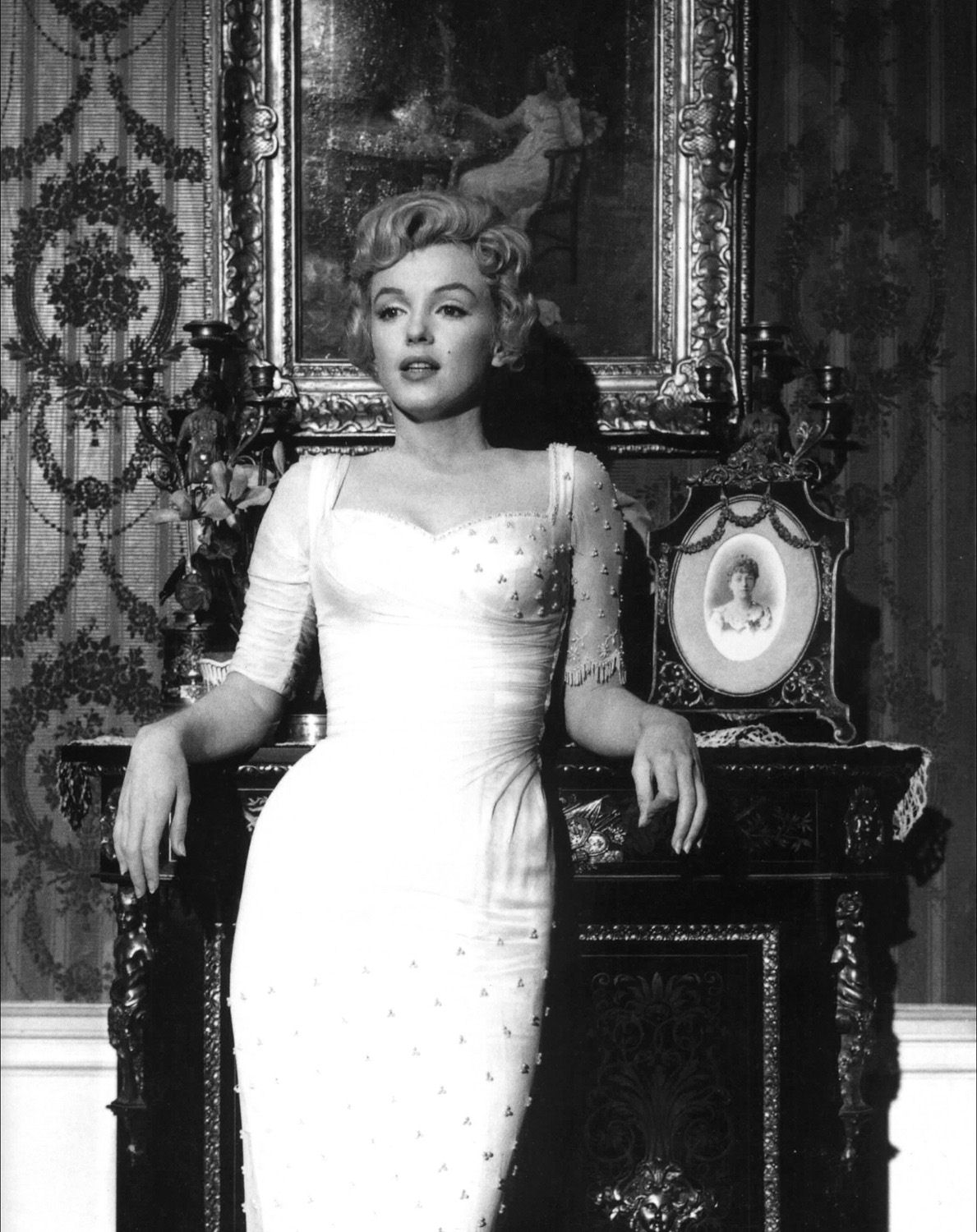
Marilyn Monroe dans une des scènes du film.

Alors grande star, Marilyn Monroe se place au 1er rang du générique de son 26e film qu'elle a coproduit (mais en 2e place après Laurence Olivier dans la bande-annonce). Elle y joue une jeune danseuse américaine (à l'expression "Gosh!" soutenue) de second rang travaillant à Londres, ayant pour nom de scène Elsie Marina, mais dont le vrai nom est Elsie Stolzenburg (littéralement : château fier). Elle interprète un personnage au prime abord naïf et pas forcément très cultivé qui se révèle beaucoup plus malin et alerte par la suite, n'ayant pas sa langue dans sa poche. Marilyn a les cheveux longs mais ils sont tout le long du film coiffés à l'arrière, sans former de chignon. Étonnamment, elle porte pendant tout le film la même tenue.